# Orthodoxe Theologische Enzyklopädie
Die Orthodoxe Theologische Enzyklopädie (russisch Православная богословская энциклопедия / Prawoslawnaja bogoslowskaja enziklopedija, wiss. Transliteration Pravoslavnaja bogoslovskaja ėnciklopedija) ist eine im Russischen Kaiserreich Anfang des 20. Jahrhunderts erschienene theologische Enzyklopädie in russischer Sprache. Sie wurde von 1900 bis 1911 als Beilage zur geistlichen Zeitschrift Der Wanderer veröffentlicht. Es war die erste enzyklopädische Publikation dieser Art im Russischen Reich. Insgesamt wurden 12 Bände veröffentlicht. Die Bände eins bis fünf wurden unter der Herausgeberschaft von Professor Alexander Lopuchin (1852–1904) veröffentlicht, der sechste bis zwölfte unter der Herausgeberschaft von Professor Nikolai Glubokowski. Die Ausgabe bleibt unvollendet.

## Bände
- Том I. А — Архелая
- Том II. Археология — Бюхнер
- Том III. Ваал — Вячеслав
- Том IV. Гаага — Донатисты
- Том V. Донская епархия — Ифика
- Том VI. Иаван — Иоанн Маронит
- Том VII. Иоанн Скифопольский — Календарь
- Том VIII. Календарь Библейско-Еврейский и Иудейский — Карманов Д. И.
- Том IX. Кармелиты — Κοινη
- Том X. Киннамон — Кион
- Том XI. Клавда — Книги Апокрифические Нового Завета
- Том XII. Книги Символические — Константинополь